# サディ・フロスト
サディ・フロスト（Sadie Frost, 本名: Sadie Liza Vaughan, 1965年6月19日 - ）は、イギリス・ロンドン出身の女優。原音により忠実な日本語表記はセイディ・フロストである。

## 来歴
父親は芸術家のデイヴィッド・ヴォーン、母親は当時16歳の女優。
3歳のころから広告等に出演。演劇学校で学んでいたが、摂食障害を抱えるようになり 、13歳の時に一時中断する。高校卒業後に実家を離れ、マンチェスターのロイヤル・エクスチェンジ・シアターに参加する。
1987年からテレビ・映画に出演しはじめる。
1992年、フランシス・Ｆ・コッポラ監督の映画『ドラキュラ』のルーシー役で美しく鮮烈な印象を残す。

### 私生活
PVへの出演がきっかけで、スパンダー・バレエのゲイリー・ケンプと1988年に結婚し、息子が生まれる。しかし映画『ショッピング』で出会ったジュード・ロウと交際するようになり、ケンプとは1997年に離婚し、同年ロウと再婚。彼やユアン・マクレガーらとともにナチュラル・ナイロンという製作会社を起こしたが、ロウとは2003年に別れている。
FrostFrenchというファッション・ブランドを持っており、ファッション・リーダーとしても有名。イギリスでトーク・ショーのホストも務めたが、あまり成功しなかった。

## フィルモグラフィ

### 出演
- ダイヤモンド・スカル Diamond Skulls （1989年）
- ドラキュラ Bram Stoker's Dracula （1992年）
- 相続王座決定戦 Splitting Heirs （1993年）
- ショッピング Shopping （1994年）
- ベント/堕ちた饗宴 Bent （1997年）
- ロンドン・ドッグス Love, Honour and Obey （1999年）
- ファイナル・カット Final Cut （2000年）
- UPRISING アップライジング Uprising （2001年）
- アーニャは、きっと来る Waiting for Anya （2020年）

### 製作
- スカイキャプテン ワールド・オブ・トゥモロー Sky Captain and the World of Tomorrow （2004年）

## 参照
1. ↑  Survivor: Sadie Frost Sunday Times - 19th August, 2007
2. ↑  Sadie Frost filmreference.com - retrieved 19th August, 2007
3. ↑  Sadie Frost Admits To Eating Disorder Tatler/Femaleifrst.co.uk - 7th April 2006
4. ↑  The questionnaire: Sadie Frost The Guardian - February 20, 1999